# Тритонија (биљка)
Тритонија (Flame Freesia) је цветница у породици ириса са неких 28 врста. Они се природно углавном налезе у Јужној Африци, а уско су повезане са родом Ixia.
Листови су у облику лепезе. Цветови су нијансе жуте, наранџасте или браон, мирисне су, и даје веома јак мирис, нарочито ноћу.
Назив потиче од Тритон цвећа из латинске речи која значи "Ветроказ".